# 溝女不離三兄弟
《溝女不離三兄弟》，香港愛情電影，葉念琛導演。

## 演員
- 沈震軒  飾 馬偉雄
- 張建聲  飾 陳永勝
- 陳奐仁  飾 葉禮信
- 莊思敏  飾 白玫瑰
- 連詩雅  飾 白菊花
- 倪晨曦  飾 潘小姐
- 吳若希  飾 亞蚊
- 蔣家旻 飾 謝美金
- 梁嘉銘*Ming仔 飾 馮總
- 林盛斌 飾 光頭黃
- 陳志健 飾 便衣警察
- 松岡李那 飾 LuLu
- 何浩文 飾 Lulu男友
- 魯　芬 飾 謝美金媽媽（大隻西）
- Elfa@As One 飾 Elfa
- Nata@As One 飾 Nata
- 戴耀明 飾 馮公子助手
- 李健宏（Kevin仔） 飾 型果龍
- 黃頌寧 飾 Gap頭
- 莊冬昕 飾 Deal仔
- 鄭子誠 飾 阿誠
- 郭偉亮 飾 Eric Kwok
- 錢國偉 飾 錢國偉
- 黃國榮 飾 Sunny
- 胡燿煇 飾 Mark Wu
- 陳宛蔚 飾 光頭黃女友
- 夏錦進 飾 Band友
- 陳兆基 飾 Band友
- 小　肥 飾 馮弟
- 孟　瑤 飾 馮弟的女友
- 盧海鵬  飾 馮仁坤
- 麥玲玲 飾 玲玲
- 梁俊邦 飾 玲玲手下
- 蔚雨芯 飾 學生妹
- 何佩瑜 飾 芝
- 陳嘉寶 飾 歐羅
- 崔碧珈 飾 女粉絲
- Oli@As One 飾 女粉絲
- Shin@As One 飾 女粉絲
- 陳苑晴 飾 班主任
- 邵音音 飾 蚊姨媽
- 田啟文 飾 金絲男
- 石天欣 飾 夜店女郎
- 文凱玲 飾 夜店女郎
- 夏尉喻 飾 夜店女郎
- 韋　雄  飾 夜店客人
- 黃可盈 飾 謝美金（童年）

## 劇情簡介
陳永勝（張建聲 飾）、葉禮信（陳奐仁 飾）和馬偉雄（沈震軒 飾）童年（羅梓龍 飾）三人為都市中的營營役役的男人標本。一個沈醉於霧水情緣不能自拔，一個情傷失意後鬱鬱不得志，一個則為小男人女友面前永沒拒絕。原本三條平行線各不相干，一個追悼會把三人連到一起，原來三人同是為情自殺的黃真真的前男友。三人在追悼會上惺惺相惜，事後相約去喝酒解心頭之悶，酒過三巡，三人娓娓道來感情上的若有所失。
編劇馬偉雄與尖酸刻薄的知名女主播女友白玫瑰（莊思敏 飾）過著女尊男卑的拍拖生活，直至玫瑰同父異母的妹妹白菊花（連詩雅 飾）出現令馬偉雄眼前一亮，菊花性格與玫瑰差天共地，不僅細心溫柔，歌喉了得，更關心社會公義！馬偉雄鼓勵菊花找到理想，而與菊花相處令馬偉雄重拾男人自信，但二人深知一日玫瑰不放手，二人的戀愛只會帶來閒言閒語。

## 製作過程
《溝女不離三兄弟》，是在2013年5月14日開始拍攝，直至2013年6月2日完成拍攝。

## 電影歌曲

### 插曲
- 〈講多變真〉

作詞：希瑩、張楚翹　作曲及監製：伍樂城　編曲：朱俊傑　主唱：沈震軒

## 外部連結
- 《溝女不離三兄弟》的Facebook專頁
- 豆瓣电影上《溝女不離三兄弟》的資料 （简体中文）
- 时光网上《溝女不離三兄弟》的資料（简体中文）
- AllMovie上《溝女不離三兄弟》的资料（英文）
- 香港影庫上《溝女不離三兄弟》的資料（繁體中文）
- 互联网电影数据库（IMDb）上《溝女不離三兄弟》的资料（英文）